# Jessyca Sarmiento
Jessyca Sarmiento (Provincia de Cañete, Perú, 3 de septiembre de 1981 - París, Francia, 21 de febrero de 2020) fue una prostituta de origen peruano, atropellada fatalmente por un automóvil conducido por tres hombres en el Bois de Boulogne en París en la mañana del 21 de febrero de 2020, seis meses después de su llegada a Francia.
Su muerte se produjo dieciocho meses después de la de su compatriota Vanesa Campos, en un contexto de creciente violencia contra las trabajadoras sexuales que es, según las asociaciones, consecuencia directa de la ley francesa de 2016 que penaliza a sus clientes.

## Biografía
Jessyca Sarmiento era oriunda de la provincia de Cañete, al sur de Lima. Fue hija única de un segundo matrimonio, y creció en una situación muy precaria, rodeada de violencia. Trabajó como prostituta durante varios años en Argentina, antes de llegar a Francia en abril de 2019, donde fue recibida por una compatriota en Colombes. Trabajaba en el Bois de Boulogne, donde ganaba lo suficiente para pagar el alquiler y enviar algo de dinero a su medio hermano, cuya hija también es trans, para animarla a seguir en la escuela. Pero Jessyca soñaba con ser cocinera, y para este proyecto recibió ayuda de la asociación Acceptess-T; allí preparó su recurso contra la obligación de abandonar el territorio francés notificada en agosto de 2019 y tomó clases de francés. Era “estudiosa, diligente y generosa, llevaba comida para sus compañeros a cada sesión”. Su profesor de francés la describe como “discreta y tímida” pero decidida a saber expresarse en francés.

## Circunstancias de la muerte
La mañana del 21 de febrero de 2020, en la Allée de la Reine-Marguerite, Jessyca Sarmiento fue atropellada por un automóvil. Dos testigos llamaron a la policía. Según ellos, un Renault Clio con tres personas a bordo embistió deliberadamente a la víctima, antes de huir sin siquiera detenerse. Testigos explican que Jessyca Sarmiento podría haber sido atacada a ciegas, luego de altercados entre sus agresores y otras personas trans la misma noche. Murió alrededor de las 2:40 a. m., a pesar de la intervención de los bomberos.

## Homenajes
Se organizó una manifestación el sábado 29 de febrero, con salida desde la Allée de la Reine-Marguerite. Cien personas estuvieron presentes. El hermano de Jessyca, Severino, quien llegó de Perú gracias a la generosidad de un donante de Acceptess-T, tomó la palabra, al igual que los representantes de Acceptess-T, STRASS y del Proyecto Jasmine. Las consignas denunciaron la inacción del Estado francés y la de Marlène Schiappa, Secretaria de Estado para la Igualdad de Género: «¡Jessyca asesinada, Schiappa cómplice!». Act Up-Paris pagó el monto necesario para los gastos fúnebres y la repatriación del cuerpo a Perú.
A un año del asesinato, tras la detención de nueve hombres acusados de haber asesinado a Vanesa Campos, Acceptess-T convocó un mitin en memoria suya y de Jessyca Sarmiento.

## Contexto
Esta muerte se produce en un contexto de creciente violencia contra las trabajadoras sexuales en Francia, un año y medio después de que Vanesa Campos, otra trabajadora sexual trans peruana, fuese asesinada a tiros en agosto de 2018 en el Bois de Boulogne. Según Acceptess-T, 10 trabajadoras sexuales fueron asesinadas en 2019 en Francia, habiendo conducido cada uno de estos asesinatos a una forma de internalización y normalización de la violencia, según Giovanna Rincon.
Desde 2016, las personas que compran servicios sexuales pueden ser multadas con entre1.500 € y 3.500€. Según las trabajadoras sexuales, las consecuencias negativas son numerosas: disminuye el número de clientes y sus ingresos, y aumenta la violencia porque los clientes se aprovechan de su mayor precariedad. Giovanna Rincon explicó que desde el asesinato de Vanesa Campos se han repetido los ataques, a veces casi fatales. Según STRASS, desde la muerte de Vanesa Campos, Marlène Schiappa ha reafirmado su apoyo a las asociaciones abolicionistas. El sindicato deplora el silencio del gobierno: “¡Seguimos esperando el informe de evaluación de la ley de 2016! ¡Una muerte más y el gobierno sigue sin respondernos!”. Giovanna Rincon afirmaque Nos dicen que la ley garantiza la dignidad de las personas, pero las personas involucradas, las mujeres trans migrantes, tenemos la prueba con la sangre de los muertos de que eso es falso.

## Consecuencias legales
El 1er distrito de la policía judicial de París estuvo a cargo de la investigación. La noche del asesinato, un Clio que podría corresponder a la descripción dada por los testigos fue encontrado abandonado en el XX distrito de París. Se abrió una investigación por homicidio doloso y un joven fue detenido en octubre de 2020.
El presunto asesino, Abdoulaye D., de 21 años, compareció ante el tribunal judicial de París el 8 de febrero de 2022. Fue condenado por homicidio involuntario a cinco años de prisión, de los que deberá cumplir al menos cuatro. No recurrió, considerando su abogado que “la institución judicial supo mantenerse mesurada”.